# Asszír keleti egyház
Az asszír keleti egyház (teljes hivatalos neve: Szent Apostoli Katolikus Asszír Keleti egyház, szírül: ܥܕܬܐ ܩܕܝܫܬܐ ܘܫܠܝܚܝܬܐ ܩܬܘܠܝܩܝ ܕܡܕܢܚܐ ܕܐܬܘܪ̈ܝܐ), más néven nesztoriánus egyház a kizárólag az első két egyetemes zsinatot elismerő keresztények csoportja. Magukat a legrégibb keresztény egyháznak tartják. Önálló identitásuk 431-től kezdődik. Önmeghatározása szerint ők az egyetemes kereszténység egyetlen legitim örököse, amely egyedüliként őrizte meg Jézus és a tizenkét apostol tanításait változtatás nélkül.
Bár az asszír keleti egyház mindig is missziós egyház volt, sok nép körében térített, hívei mind a mai napig elsősorban az asszírok közül kerülnek ki, akik részben a közel-keleti országokban, részben észak-amerikai és európai bevándorló közösségekben élnek.

## Története

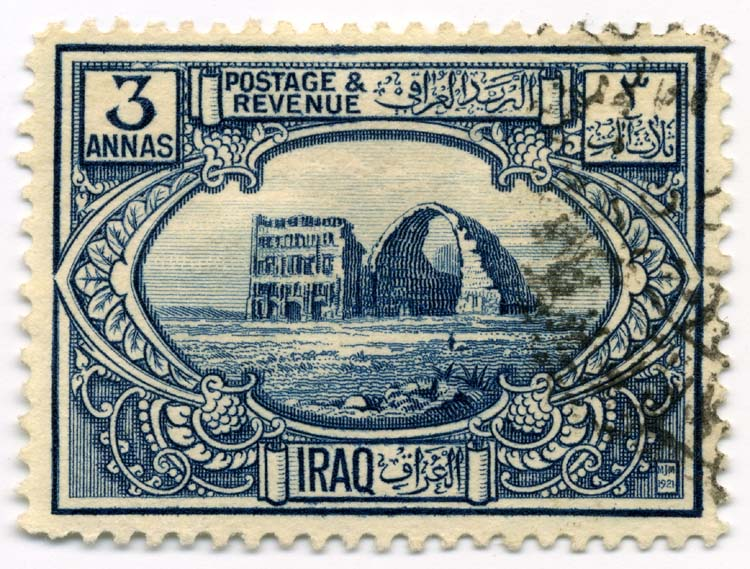
Huszrau palotájának romja (Tak-i Kiszra) Ktésziphónban, iraki postabélyegen

Az asszír keleti egyház eredete Tamás apostolig megy vissza, aki Krisztus keresztre feszítése után alig három évvel az Edesszai Királyságban megalapította az ottani keresztény közösséget. Mind a helyi zsidók, mind a nem-zsidók körében Szent Tamás apostol erős missziós tevékenységet folytatott. Az Edesszai Királyság akkoriban a Római Birodalomtól független állam volt, mely a Római Birodalom és Perzsia között semleges szerepet játszott. Az állam függetlensége a későbbi római keresztényüldözések során vált fontossá, ugyanis ekkor sok keresztény a Római Birodalom területéről az üldözések elől Edesszába menekült, ami növelte az ott kialakuló keleti szír keresztény közösség létszámát.
280-ban a közösség székhelye keletebbre, Szeleukeia-Ktésziphón ikervárosába (al-Madáin, Bagdadtól kb. 30 km-re) helyeződött át.
Önálló, a többi kereszténytől független egyházzá 431-ben vált, amikor Nesztoriosz, konstantinápolyi pátriárka, Jézus Krisztus kizárólagosan isteni természetét hirdető eretnekek ellen fellépve különválasztotta egymástól Krisztus isteni és emberi természetét. Azt állította, hogy a második isteni személy úgy lakozott az ember Krisztusban, mint valami szentélyben. Nagy vitákat váltott ki az a kijelentése, hogy Máriát ennélfogva nem nevezhetjük Theotokosznak (Istenanya), hanem csak Krisztotokosznak (Krisztusszülő). Nesztorioszt – a 431-ben megtartott efezusi zsinaton – elítélték, megfosztották pátriárkai hivatalától, majd száműzték. Miután Nesztoriosz alulmaradt dogmatikai értelmezésével Cirill alexandriai pátriárkával szemben, hívei elhagyták a Római Birodalom területét, menedéket kapva Perzsiában, ahol a perzsa király védelmet biztosított a nesztoriánusok részére. A zoroaszteri dualizmustól áthatott mentalitás kedvező talajt biztosított tanaiknak, Nesztoriosz és hívei csatlakoztak az ottani keresztény közösségekhez. Innen és ettől kezdve terjedt el az Asszír Keleti Egyház elnevezése mint Nesztoriánus Egyház. Maguk azonban ezt az elnevezést nem fogadják el, pontatlannak tartják, hiszen az egyházat nem Nesztoriosz alapította, hanem azok a keleti szír keresztények, akik már korábban is ugyanazokat a tanokat vallották, mint amelyeket Nesztoriosz hirdetett. A keleti szíreknek vagy káldoknak nevezett perzsiai keresztények közössége 486-ban fogadta el hivatalosan Nesztorioszt, mint a saját eredeti hittételeivel azonos tanok hirdetőjét. A 6. században kaskari Ábrahám nagy szerepet játszott a szerzetesi közösségeik kiépítésében.
A nesztorianizmus az elkövetkezendő századokban igen intenzív missziós tevékenységet fejtett ki egész Ázsiában. Hittérítőik Kínába, Mongóliába, Turkesztánba is eljutottak, s virágzó közösségeket alapítottak. Terjeszkedésüket a mongol hódítás állította le.
853-ban az egyház új székhelye Bagdad lett.
1283-ban az egyház székhelye Tabriz (Irán) lett, 1365-ben Moszul (Irak), 1538-ban pedig Alqos (Irak).
1450-re kialakult az a szokás (IV. Mar Simun pátriárka vezette be ezt saját családjára vonatkozóan), hogy a pátriárkátusi tisztség örökletes lett, mindig az aktuális pátriárka egyik unokaöccse lett az új pátriárka, ez a szokás csak a XX. században szakadt meg.
1552-ben az egyház egy része káld katolikus egyház néven csatlakozott a római katolikus egyházhoz, így alakulván ki a keleti-szír szertartású keleti katolikus egyház. Ennek előzménye volt 1445-ben a Cipruson élő egyháztagok csatlakozása Rómához, rájuk alkalmazta először a katolikus egyház a "káld" / "káldeus" nevet. Az egyházszakadást a Rabban Hormizd monostor (Alqos) elöljárói méltóságának betöltése körüli viszály váltotta ki. VI. Mar Simun halála után az elhunyt elődjének unokaöccse, VII. Mar Simun ellen, akit nagybátyja – a szokásoknak megfelelően – felruházott a metropolita méltósággal, és akit annak halála után sietve megválasztottak pátriárkának VII. Mar Simun néven, fellázadt a monostor egyik szerzetese, Mar Juhanan Hanna Szulaqa, s néhány társa őt, a lázadót választotta meg apátnak, a legitimitás hangsúlyozása végett Mar Simun Jokhannan Szulaqa néven. Azt az egyházjogi akadályt azonban, hogy a papi szentséget csak magasabb rangú egyházi személy szolgáltathatja ki, VI. Mar Simun pátriárka halála után nem tudták elhárítani. A Moszulba éppen abban az időben megérkező ferencesek készségesen felajánlották segítségüket: Szulaqa mellé álltak, és elküldték Jeruzsálembe, majd onnan Rómába. Ott maga III. Gyula pápa fogadta, és átadta neki a palliumot, római katolikus méltósága jelvényét. A pápa kinevezte az "egyesült" "káldeus" egyház pátriárkájának, és "az asszír nemzet, Moszul és Assur pátriárkája" címet adta neki (1553). Rómából – a biztonság kedvéért, megingását elhárítandó – két dominikánus szerzetes kísérőt, tanácsadót is kapott maga mellé. VIII. Mar Simun Jokhannan Szulaqa néven uralkodott (1553–1555), székhelye Diyarbakır volt (ma: Törökország).
A Rómától független nesztoriánusok, Alqos székhellyel, megtartották az "asszír" nevet. Pátriárkáik, akik VII. Mar Simun irányzatát követték , de a szakadár uniatáktól való megkülönböztetés végett mind a Mar Elijja nevet vették fel, egy idő után úgy próbálták elgáncsolni a vetélytárs irányzatot, hogy maguk is kapcsolatot kerestek Rómával. Többször is kapcsolatba léptek a katolikus egyházzal (1666, 1670, 1737), végül is az unió 1778-ban vált hivatalossá. Ezzel az a furcsa helyzet alakult, hogy két, egymással rivális csoport volt elismerve Róma által. Róma megvárta az időközben újra létrehozott diyarbekti pátriárkai vonal pátriárkájának halálát, s csak azután ismerte el az alqosi uniaták vezetőjének pátriárkai méltóságát.
A helyzet változott a Mar Simun Jokhannan Szulaqa vonalát követő uniata irányzatban, mivel X. Simun pátriárka (1600–1638) felmondta az uniót Rómával, s Diyarbakırből Qocsaniszba helyezte át székhelyét. A hívek egy kisebb része azonban Diyarbakırben maradt, részükre Róma új pátriárkát nevezett ki 1681-ben I. Mar Joszip személyében. Ez a pátriárkai vonal 1828-ban ért véget V. Joszip pátriárka halálával. Ekkor a diyarbakıri uniata nesztoriánusok az alqosi uniata pátriárka alá lettek rendelve, így egyesítve a két katolikus csoportot. Ez a mai káld katolikus egyház, központja később Alqosból Bagdadba helyeződött, ahol van mind a mai napig.
A Rómától független nesztoriánusok 1681-ben Moszulba helyezték át székhelyüket. A 20. század elején az Oszmán Birodalomban lefolyó asszír holokauszt elől sokan az Egyesült Államokba menekültek. Az egyház székhelye 1933-ban a Chicago agglomerációjához tartozó Morton Grove városba került át.
Az egykor nagy befolyással rendelkező nesztoriánus egyháznak ma már viszonylag kevés követője akad. Többségük Irak és Irán területén él.

## Tanításai
Az Asszír Keleti Egyház eltérően az összes többi ókeleti egyháztól, nem miafizita irányzatú, nem fogadja el a miafizitizmus álláspontját Krisztus egyetlen, egyszerre isteni és emberi természetéről. Elutasítja az ortodoxia és a katolicizmus diafizita tanítását is, amely szerint Krisztusnak két, egymással állandóan egyesült természete van, isteni és emberi. Az Asszír Keleti Egyház is diafizita, azaz Krisztus két természetét vallja, de diafizitizmusa eltér az ortodox-katolikus értelmezéstől. Az egyház azt vallja, hogy Krisztusnak egyetlen személye és két természete van, isteni és emberi. Krisztus isteni természete az Atyától kezdet nélkül, az idők előttről származik, Krisztus emberi természete pedig Szűz Máriától van. A kettő egy testben van egyesülve. Mint ahogy Isten három elem egy természetben, ugyanúgy Krisztus két természet, egy személyben.
A többi keresztény felekezet a nesztorianizmust tévesen mint a Krisztus két személyként való felfogását értelmeztek. Valójában azonban sem Nesztoriosz, sem az asszír keleti egyház nem volt soha ilyen állásponton.
Az egyház álláspontja szerint apostoli felhatalmazás nélkül nincs papság, papság nélkül nincsenek szentségek, szentségek nélkül pedig nincs egyház.
Az Asszír Keleti Egyház hittételi szigorúan a Biblián és az apostoli hagyományon alapszanak, s az eltelt 2000 év során nem változtak.
A Szentháromság dogmáját illetően az asszír keleti egyház a Nikaia–konstantinápolyi hitvallás görög szövegének fordítását fogadja el: "Hiszek egy Istenben, mindenható Atyában, mennynek és földnek, minden látható és láthatatlan dolgoknak Teremtőjében, s az egy Úr Jézus Krisztusban, Istennek egyszülött Fiában, aki az Atyától minden időknek előtte született, a Világosságtól való Világosságban, igaz Istentől való igaz Istenben, aki született és nem teremtetett, aki egylényegű az Atyával és aki által mindenek lettek, aki miérettünk, emberekért és a mi üdvösségünkért leszállt a mennyekből és megtestesült a Szent Lélektől és Szűz Máriától és emberré lett, aki keresztre feszíttetett miérettünk Poncius Pilátus idejében és szenvedett és eltemettetett, és feltámadott a harmadik napon az Írások szerint, és felment a mennyekbe és ül az Atyának jobbján, és újból eljő dicsőséggel ítélni élőket és holtakat, és az Ő Országának nem lesz vége; és hiszek a Szentlélekben, Úrban és Éltetőben, aki az Atyától ered, akit az Atyával és a Fiúval együtt imádunk és dicsőítünk, aki a próféták által szólott. Hiszek egy, szent, katolikus és apostoli Egyházban. Egy keresztséget vallok a bűnök bocsánatára.Várom a holtak feltámadását, és az eljövendő örök életet. Ámen."
Az asszír keleti egyház nem hisz az áteredő bűnben, úgy vélik, minden gyermek tisztán és bűntelenül jön a világra, s csak később szennyezi be magát a bűnökkel.

## Szertartása
Az asszír keleti egyház szertartásrendje az úgynevezett keleti szír rítuson alapszik. Az ősi Addai- és Mari-féle "Apostolok liturgiája" az alapliturgia. Emellett használatos ünnepi alkalmakkor még két liturgia:
- Nesztoriusz liturgiája: Vízkeresztkor, Keresztelő Szent János ünnepein használatos, a három szír egyházatya ünnepén és a ninivei böjtnapokon használatos.
- Theodorosz liturgiája: Advent vasárnapjától Virágvasárnapig használatos.

Az istentisztelet az ünnepélyes bevonulással kezdődik. A bűnbánati ima és a bevezető rész az úgynevezett "kis horák"-at idézik: három zsoltár, közben könyörgések. Látványos része a szertartásnak az oltár és a templom körültömjénezése. Az egykori zsinagógai szokásnak megfelelően három olvasmányt olvasnak fel (egyet a Tórából, egyet a prófétai könyvekből, egyet az Újszövetségből).
Az ige-liturgia a templom közepén, kiemelt helyen megy végbe, a püspök vezetésével. Ezután az e célra kijelölt pap eljön a püspök mellől és felmegy a szentélybe. Közben imádkozik, háromszor megáll és mélyen meghajol. Az oltár előtt háromszor térdet hajt, azt megcsókolja, először jobb, majd bal oldalán, végül középen. Ezután hozza el az adományokat a prothesziszből. Gyakoribb, hogy az adományok már az oltáron vannak, az előkészítés ott történik. Mind a püspöki, mind az egyszerű misében itt a békecsók-adás következik. A szertartást végző pap az oltár előterébe (ha van szentélyrekesztő, annak az ajtajához) jön, békét kíván a jelenlévő papságnak. A rangban legidősebb pap (vagy a püspök) hozzálép, átveszi és közvetíti a béke-kívánást a híveknek.
A liturgia az előénekkel folytatódik, majd az élőkről és holtakról szóló megemlékezések következnek.
Majd az átváltoztatás, az epiklézis és az áldozás következik.
A hívek áldoztatása az oltár előtt történik olymódon, hogy a hívek külön a szájukba kapják a kenyeret, majd külön részesülnek a kehelyből. Az edények tisztogatása közvetlenül az áldoztatás után, a prothesziszben (vagy az oltárnál) történik, az erre kijelölt pap végzi. Eközben a papság ismét a templomhajóban foglal helyet, s itt történik az ünnepélyes áldás, majd – külön szertartás nélkül – a proszfora kiosztása.
Az asszír keleti egyház büszke arra, hogy Jézus Krisztus anyanyelvén tartja istentiszteleteit.
Az asszír keleti egyház nem használ sem ikonokat, sem feszületeket szertartásai során és templomaiban, helyettük kereszteket használ aranyból, ezüstből, bronzból, vasból, sőt a modern korban műanyagból is. A kereszt jel mindenhol jelen van a templomokban, még az eucharisztiai kenyérbe is kereszt formát sütnek bele. Elterjedt a hívek lakásaiban is a kereszt, s sokan hordják a keresztet nyakláncon is.
Az asszír keleti egyház 1964 óta a gregorinánus naptárt használja hivatalosan. Így a rögzített dátumú ünnepek napja megegyezik a katolikusok, protestánsok és az újnaptárista ortodoxok és miafizitákéval. A mozgó dátumú ünnepek azonban továbbra is a juliánus naptár szerint vannak megünnepelve, így ezek ünnepe eltér a katolikusokétől és a protestánsokétól, viszont egyezik a miafizita és ortodox egyházakéval.

## Szentségek
Az asszír keleti egyházban hét szentség van:
1. A Papság, mely az összes többi szentséget kiszolgáltatja. Ez a legfontosabb szentség, mert nélküle a többi szentség érvénytelen, szentségek nélkül pedig egyház sincs.
2. A Szent Keresztség, mely vízzel történik. A keresztelés szertartása öt részből áll.
3. Az Olajkenet, mely tiszta olivaolajjal történik.
4. A Szent Eucharisztia, mely gabonából és borból áll.
5. A Bűnbocsánat.
6. A Szent Kovász, mely az eucharisztiai kenyér alkotórésze. Krisztus utolsó vacsoráján Szent János apostol a Krisztustól kapott kenyér felét megette, másik felét eltette. Ezt a darab kenyeret Szent Tamás apostol eljuttatta Edesszába, ahol ezt kenyeret belemorzsolták a kovászba, melyet az eucharisztiai kenyér sütésekor használtak. Azóta az asszír keleti egyház, egyedüliként a keresztény felekezetek között, megtartotta ezt a szokást: minden évben Húsvétkor egy kenyeret eltesznek, majd azt következő Húsvétkor belemorzsolják az új húsvéti kenyér kovászába, a kovászból kap az összes templom, s ezt keverik bele minden egyes eucharisztiai kenyér kovászába az év folyamán. Így mind a mai napig az asszír keleti egyházban használt eucharisztiai kenyér fizikailag is visszavezethető Krisztus utolsó vacsorájához. A zsidó challah szokásból ered.
7. A Szent Kereszt áldása. Elsősorban házasságkötéskor szokás a keresztáldás. Önmagában a házasság az asszír keleti egyházban nem szentség, a házasság mint szentség későbbi fejlemény a többi keresztény felekezetben. Az asszír keleti egyházban ebben is ragaszkodik az eredeti keresztény értelmezéshez.

## Belső konfliktusok
1964-ben Mar Simun pátriárka bevezette a gregoriánus naptárat egyházi használatra, ezzel azonban egy kisebbség nem értett egyet. A kisebbség emellett az egyházban 1450 óta működő örökletes pátriárkátus rendszert is meg kívánta szüntetni, arra hivatkozva, hogy a nagybácsiról unokaöccsre szálló tisztség nem biztosítja a megfelelő képzettséget a pátriárkai tisztségre. A kisebbséget támogatta Mar Thomasz Darmo indiai érsek-metropolita, majd megalakította az Ősi Keleti Egyház nevű új felekezetet, melynek tanításai a naptárkérdést eltekintve azonosak az Asszír Keleti Egyház tanításaival. 1968-ban Mar Thomasz Darmo elhunyt. Az Ősi Keleti Egyház székhelye Bagdad, vezetője 1970-től pedig II. Mar Addai. IV. Mar Dinkha Khanania megválasztása után kijelentette, hogy az örökletes pátriárkátus rendszer vele véget ért, ezzel elhárult az egyik akadály a két felekezet újraegyesülése elől. A két felekezet között tárgyalások folynak az újraegyesülésről.

## Struktúrája

### Vezetősége
Az asszír keleti egyházban 11 főpap van: a pátriárkán kívül 3 érsek-metropolita és 7 püspök. Az asszír keleti egyház legfelsőbb irányító testülete a Szent Szinódus, melynek tagja az összes főpap. Jelenlegi tagsága:
- III. Mar Gewargis pátriárka, a Szent Szinódus elnöke
- Mar Narszai Debaz libanoni-szíriai-európai érsek, pátriárkai helytartó
- Mar Aprim Mooken, indiai érsek
- Mar Gewargisz Szliwa, iraki-oroszországi érsek
- Mar Joszip Szargisz, bagdadi püspök
- Mar Aprim Khamisz, Nyugat-USA püspöke
- Mar Meelis Zaia, ausztráliai-újzélandi püspök, a Szent Szinódus titkára
- Mar Emmanuel Joszip püspök, kanadai püspök
- Mar Odiso Oraham, európai és nyugat-kaliforniai püspök
- Mar Aprim Athneil, szíriai püspök
- Mar Iszkhaq Joszip, nohandrai-oroszországi püspök

### Adminisztratív felosztása
- Libanoni-szíriai-európai főegyházmegye (székhelye: Bejrút, Libanon), vezetője: Mar Narszai Debaz érsek
  - Európai egyházmegye (székhelye: Norsborg, Svédország), vezetője: Mar Odiso Oraham püspök
  - Szíriai egyházmegye (székhelye: Hassakeh, Szíria), vezetője: Mar Aprim Athniel püspök
- Indiai főegyházmegye (székhelye: Trihur, Kerala, India), vezetője: Mar Aprim Mooken érsek
- Iraki-oroszországi főegyházmegye (székhelye: Bagdad, Irak), vezetője: Mar Gewargisz Szliwa érsek
  - Bagdadi egyházmegye (székhelye: Bagdad, Irak), vezetője: Mar Joszip Szargisz püspök
  - Nohandrai és oroszországi egyházmegye (székhelye: Moszul, Irak), vezetője: Mar Iszkhaq Joszip püspök
- közvetlenül a pátriárka alá tartozó egyházmegyék:
  - USA keleti egyházmegye (székhelye: Morton Grove, Chicago, Illinois, USA), vezetője: IV. Mar Dinkha Khanania pátriárka
  - USA nyugati egyházmegye (székhelye: Phoenix, Arizona, USA), vezetője: Mar Aprim Khamisz püspök
  - Nyugat-kaliforniai egyházmegye (székhelye: San José, Kalifornia, USA), ideiglenes vezetője: Mar Odiso Oraham püspök
  - Ausztráliai-új-zélandi egyházmegye (székhelye: Fairfield, New South Wales, Ausztrália), vezetője: Mar Meelis Zaia püspök
  - Kanadai egyházmegye (székhelye: Etobicoke, Toronto, Ontario, Kanada), vezetője: Mar Emmanuel Joszip püspök
  - Teheráni egyházmegye (székhelye: Teherán, Irán), ideiglenes vezetője: IV. Mar Dinkha Khanania pátriárka

## Az asszír keleti egyház kapcsolatai más keresztény felekezetekkel
Az asszír keleti egyház Szent Szinódusa 1997-ben visszavonta a katolikusokat, ortodoxokat és miafizitákat kiközösítő összes régebbi határozatát.

### Kapcsolatok a katolikusokkal
1994. november 11-én IV. Mar Dinkha Khanania pátriárka és II. János Pál pápa találkoztak a Vatikánban. Közös nyilatkozatot írtak alá a dogmatikai különbségek tisztázásáról. Ennek hatására az asszír keleti egyház és a belőle évszázadokkal korábban kiszakadt keleti katolikus káld katolikus egyház kapcsolatai is elindultak a normalizáció irányába.
2001. július 21-én a katolikus egyház nyilatkozatot tett közzé, mely szerint:
- Addai és Mari kánonja az Egyetemes Egyház egyik legrégibb eucharisztikus imája, a kezdeti korokból származik, melyet azzal a szándékkal állították össze és használták, hogy vele az eucharisztiát ünnepeljék, az utolsó vacsorához kapcsoló folytonosságban és az Egyház szándékainak megfelelően. Érvényességét hivatalosan soha nem vonták kétségbe, sem keleten, sem a keresztény nyugaton.
- A római katolikus egyház az asszír keleti egyházat hiteles részegyháznak ismeri el, amely az ortodox hitre és az apostoli folytonosságra épül. Az asszír keleti egyházban, jóllehet nem él teljes közösségben a katolikus egyházzal, igazi szentségek találhatók, főleg pedig megvan az apostoli folytonosság erejében a papság és az eucharisztia.

### Kapcsolatok a miafizitákkal
Az első kapcsolatfelvétel 1994. június 28-án történt Bécsben. Azóta még négy találkozó történt, a legutóbbi 2002. március 1-jén fejeződőtt be.